# Kwik-E-Mart

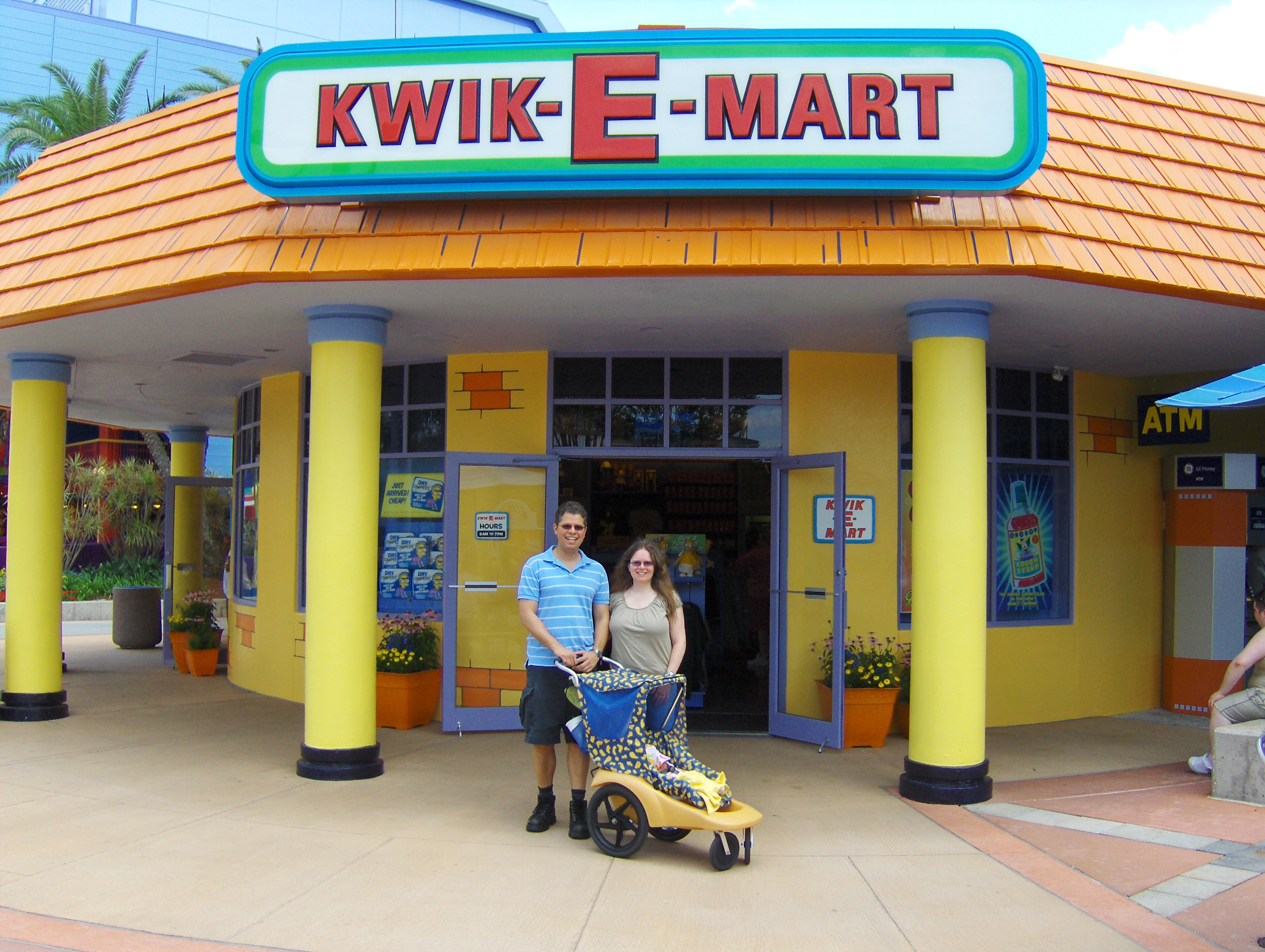
Kwik-E-Mart på Universal Studios Florida, bild från 2008.

Kwik-E-Mart är en fiktiv butikskedja i den tecknade TV-serien The Simpsons. Den butik som visas i serien ligger i Springfield på "Main Street". Dess biträde och ägare är Apu Nahasapeemapetilon.

## Beskrivning
Butiken har öppet dygnet runt, alla dagar i veckan. Det händer att någon av Apus barn eller hans bror Sanjay hjälper till, men annars sköter han den helt själv. Efter att en kund har köpt något ropar han sitt karaktäristiska "Thank you and come again!", "Tack och kom tillbaka!". Kwik-E-Mart har i serien flera gånger utsatts för snatteri och rån. Apu är en stor arbetsnarkoman, han jobbar 22 timmar om dygnet och har vid ett tillfälle jobbat 3 dygn i sträck utan paus, vilket ledde till att han trodde att han var en kolibri under de sista timmarna av passet. Hans fru, Manjula, beskyller honom ofta för att tycka mer om jobbet är sin familj. En produkt som enbart säljs på Kwik-E-Mart är Squishee, Squishy eller Squishie, som under en period ersattes av Smooshies. Det finns två standardsorter: Redical Red och Blueberry Blast. Inför The Simpsons: Filmen kallades produkten Slurpee för Squishee på de 7-Eleven-butiker som var omdöpta till Kwik-E-Mart och såldes i speciella samlarmuggar. Butiken accepterar inte checkar, kreditkort eller matkuponger. Huvudkontoret ligger i Indien och butiken har även haft James Woods som anställd efter att Apu fick sparken en gång.
Apu har en tendens att tänja på utgångsdatumet för produkterna. Detta ledde till att Homer blev magsjuk när han åt en bakteriespäckad korv. Apu förlorade jobbet, men fick tillbaka det till slut. I början av "The Simpsons - Filmen" syns Apu göra om året "2006" på en produkts utgångsblankett till "2008" med en tuschpenna.
På Universal Studios finns en modell av Kwik-E-Mart i naturlig storlek. Inför The Simpsons: Filmen gick ett antal 7-Eleven under namnet "Kwik-E-Mart" i USA och Kanada.